# Paul-Bunge-Preis
Der Paul-Bunge-Preis ist eine seit 1993 jährlich verliehene Auszeichnung für herausragende Arbeiten zur Geschichte wissenschaftlicher Instrumente. Er gilt als einer der international wichtigsten Preise auf dem Gebiet der Wissenschaftsgeschichte und ist mit 7.500 Euro dotiert.
Der Paul-Bunge-Preis der 1992 eingerichteten Hans-R.-Jenemann-Stiftung wird gemeinsam von der Gesellschaft Deutscher Chemiker (GDCh) und der Deutschen Bunsen-Gesellschaft für Physikalische Chemie (DBG) vergeben.  Die Verleihung erfolgt abwechselnd auf DBG-Hauptversammlungen und Vortragstagungen der GDCh-Fachgruppe Geschichte der Chemie.
Die Stiftung wurde eingerichtet von Hans R. Jenemann (1920–1996), Chemiker bei den Schott Glaswerken in Mainz, bekannt durch seine Beiträge zur Geschichte historischer Waagen und 1996 Ehrenmitglied der Scientific Instrument Society. Benannt ist der Preis nach dem Hamburger Feinmechaniker Paul Bunge (1839–1888), einem der führenden Konstrukteure von Laborwaagen für die chemische Analyse.

## Preisträger
- 1992/1993 Klaus Hentschel, Hamburg; Mara Miniati, Florenz, Italien
- 1994 Otto Sibum, Cambridge, UK; Matthias Dörries, München
- 1995 Gerald L’Estrange Turner, Oxford, UK
- 1996 David A. King, Frankfurt/Main
- 1997 Silvio A. Bedini, Washington, DC, USA
- 1998 Robert Bud, London, UK; Deborah J. Warner, Washington, DC, USA
- 1999 Nicolas Rasmussen, Sydney, Australien
- 2000 Alan Q. Morton, London, UK; Richard J. Sorrenson, Bloomington, IN, USA
- 2001 Jim Bennett, Oxford, UK
- 2002 Paolo Brenni, Florenz, Italien
- 2003 Sean F. Johnston, Glasgow, UK
- 2004 Jobst Broelmann, München; Carsten Reinhardt, Regensburg
- 2005 Myles W. Jackson, Salem, OR, USA
- 2006 Davis Baird, Columbia, SC, USA; Inge Keil, Augsburg
- 2007 Charlotte Bigg, Berlin
- 2008 Alison D. Morrison-Low, Edinburgh, UK
- 2009 Jutta Schickore, Bloomington, IN, USA
- 2010 Henning Schmidgen, Weimar
- 2011 Matteo Valleriani, Berlin
- 2012 David Pantalony, Ottawa, Canada
- 2013 Marco Beretta, Bologna, Italien
- 2014 Cyrus C. M. Mody, Houston, TX, USA
- 2015 Brian Gee (postum), Chelsea, UK
- 2016 Robert G. W. Anderson, Cambridge, UK
- 2017 Simon Schaffer, Cambridge, UK
- 2018 Anthony John Turner, Le Mesnil-le-Roi, Frankreich
- 2019 Sara J. Schechner, Cambridge, MA, USA
- 2020 Simon Werrett, London, UK
- 2021 Liba Taub, Cambridge, UK
- 2022 Matthew L. Jones, New York, USA
- 2023 Robert W. Smith, Edmonton, Kanada
- 2024 Peter Heering, Flensburg; Rebekah Higgitt, Edinburgh, UK
- 2025 Paola Bertucci, New Haven, USA[4]